# Ambasciatori austriaci in Sassonia
L'ambasciatore austriaco in Sassonia era il primo rappresentante diplomatico dell'Austria (del Sacro Romano Impero, dell'Impero austriaco e dell'Impero austro-ungarico) nell'elettorato (sino al 1806) e poi nel regno di Sassonia (sino al 1918). 
La carica era denominata precisamente come segue: "Inviato straordinario e ministro plenipotenziario presso la corte reale sassone di Dresda e le corti granducali e ducali sassoni" ed aveva competenze anche sulla corte ducale di Anhalt e su quelle principesche di Schwarzburg e Reuss. Dal 1697 al 1706, dal 1709 al 1733 e nuovamente dal 1734 al 1763, l'ambasciatore in Sassonia fu anche ambasciatore nel regno di Polonia dal momento che i due sovrani al trono coincisero.

## Sacro Romano Impero
1665: inizio delle relazioni diplomatiche
- 1719–1724: Joseph Lothar von Königsegg-Rothenfels
- 1724–1728: Franz Karl von Wratislaw
- 1728–1733: Leopold von Waldstein
- 1733–1740: Franz Karl von Wratislaw
- 1740–1741: Johann Joseph von Khevenhüller-Metsch
- 1741–1742: C. de Launay (chargée d'affaires)
- 1742–1744: Nikolaus I Joseph Esterházy de Galantha
- 1744–1745: C. de Launay (chargée d'affaires)
- 1745–1747: Nikolaus I Joseph Esterházy de Galantha
- 1749–1763: Franz von Sternberg
- 1763–1765: K. von Mayer (chargée d'affaires)
- 1765–1770: Franz Joseph von Wurmbrand-Stuppach
- 1770–1771: Joseph von Piller (chargée d'affaires)
- 1771–1778: Franz Philipp Knebel von Katzenelnbogen
- 1778–1785: Franz Leopold von Metzburg (chargée d'affaires)
- 1785–1787: Johann von O'Kelly
- 1787–1794: Franz Anton von Hartig
- 1794–1800: Emmerich zu Eltz
- 1800–1801: Bernhard von Pelser (chargée d'affaires)
- 1801–1801: Joseph Andreas von Buol-Berenberg (chargée d'affaires)
- 1801–1803: Klemens Wenzel von Metternich
- 1803–1805: Joseph Andreas von Buol-Berenberg (chargée d'affaires)
- 1805–1809: Stephan Zichy-Vásonykeő

1809–1810: Interruzione delle relazioni

## Impero austriaco
- 1810–1810: Andreas Merian von Falkach  (chargée d'affaires)
- 1810–1813: Paul III Anton Esterházy de Galantha
- 1813–1816: vacante
- 1816–1820: Ludwig Philipp von Bombelles
- 1820–1828: Anton Pálffy
- 1828–1829: Johann Emmerich
- 1829–1836: Franz de Paula von Colloredo-Wallsee
- 1837–1843: Franz Binder von Krieglstein
- 1843–1856: Franz von Kuefstein
- 1856–1859: Richard Klemens von Metternich
- 1859–1867: Joseph von Werner

## Impero austo-ungarico
- 1867–1869: Joseph von Werner
- 1869–1872: Ludwig von Paar
- 1872–1880: Johann Karl von Frankenstein
- 1880–1881: Anton von Wolkenstein-Trostburg
- 1881–1888: Gabriel von Herbert-Rathkeal
- 1888–1895: Boguslaw Chotek von Chotkow
- 1895–1899: Heinrich von Lützow
- 1899–1902: Siegfried von Clary-Aldringen
- 1902–1905: Ludwig von Lászlófalva
- 1905–1909: Karl von Braun
- 1909–1911: Karl Emil zu Fürstenberg
- 1911–1913: Johann von Forgách
- 1913–1918: Karl von Braun

1918: Scioglimento dell'ambasciata